# La vigna rossa
La vigna rossa è un olio su tela del pittore olandese Vincent van Gogh, eseguito ad Arles nel novembre 1888. È l'unico dipinto che riuscì certamente a vendere durante la sua vita. Tuttavia, è probabile che lo stesso pittore fosse riuscito a vendere almeno un'altra delle sue tele, in quanto, come affermato nella lettera al fratello n° 506, afferma di aver ricevuto 20 franchi per il ritratto di un amico di padre Tanguy, probabilmente agli inizi del 1888.

## Storia
La vigna rossa venne esposta per la prima volta al Salone annuale del gruppo dei XX nel 1890 a Bruxelles. Lì venne venduto, pochi mesi prima del suicidio del pittore, per la somma di 400 franchi (cifra corrispondente a 800/850 euro attuali) ad Anna Boch, pittrice impressionista membro dei XX e mecenate belga. Anna Boch era sorella di Eugène Boch, pittore impressionista ed amico personale di Van Gogh, a cui fece anche un ritratto (Ritratto di Eugène Boch) ad Arles nell'autunno 1888.
Venne in seguito acquistata, nel 1906, dal collezionista d'arte russo Sergei Shchukin in seguito alla dispersione della collezione di Anna Boch. Quando la collezione di Shchukin venne nazionalizzata dai bolscevichi, la tela venne depositata al Museo Puškin delle belle arti di Mosca.

## Descrizione
Il dipinto rappresenta la vendemmia nella campagna arlesiana, probabilmente a Trébon, a nord della città in direzione di Montmajour. L'opera è degna di nota per i suoi colori, soprattutto per l'opposizione dei complementari giallo e viola, annunciando per certi versi il fauvismo. In una lettera del 2 ottobre 1888, Vincent parlò dei suoi propositi ad Eugène Boch:
« Beh, devo andare a lavorare alla vigna vicino a Mont Major. È tutto viola, giallo e verde sotto il cielo blu, un bello schema di colori. »
In questo periodo del settembre-ottobre 1888, Vincent van Gogh sperimentò effettivamente vari modelli di colore; questa preoccupazione è evidente nelle sue riflessioni su alcuni lavori del periodo, come Il caffè di notte, la Notte stellata sul Rodano o la Terrazza del caffè la sera.